# 奥旨塾
奥旨塾、太道（たいどう）は日本の武道の1つ。
関西圏を中心に活動していた日本古伝正法不動禅少林寺拳法（現、不動禅少林寺流拳法 ）から1988年(昭和63年)に分派して設立された武道。
技法的には手足を使った打撃を中心とし、フルコンタクト系の空手に似ているとの評もある。
正式には日本太道連盟奥旨塾(にっぽんたいどうれんめいおうしじゅく)という。
代表者は中井道仁(なかいどうじん)。

## 競技
手にはグローブ、顔にはスーパーセーフをつけてのKOルール。攻撃手段は打撃のみで、掴み、投げは禁止されているフルコンタクト・ルールである。スタミナ勝負になることが多く、打たれ強さと持久力が勝敗を左右する試合展開が多く見られる。